# Arawacus aethesa
Arawacus aethesa је врста инсекта из реда лептира (Lepidoptera) и породице плаваца (Lycaenidae). 

## Распрострањење
Ареал врсте је ограничен на једну државу. Бразил је једино познато природно станиште врсте.

## Угроженост
Ова врста се сматра угроженом.